# Ptychadena ansorgii
Ptychadena ansorgii é uma espécie de anfíbio da família Ranidae.
Pode ser encontrada nos seguintes países: Angola, República Democrática do Congo, Malawi, Zâmbia, e possivelmente Moçambique e Tanzânia.
Os seus habitats naturais são: florestas secas tropicais ou subtropicais , florestas subtropicais ou tropicais húmidas de baixa altitude, savanas húmidas, rios e pântanos.